# Max Gluckman
Max Gluckman (* 26. Januar 1911 in Johannesburg, Südafrika; † 1975), aus russisch-jüdischem Elternhaus, war ein südafrikanischer Ethnosoziologe, der die Manchester-Schule begründete.

## Leben
Ausgebildet in Südafrika, das sozialwissenschaftliche Forschung zunehmend erschwerte, führte er zunächst (zumal rechtsethnologische) Feldstudien in Barotseland (Nordrhodesien, heute Sambia) durch. Seine Ansätze beeinflussten die Forschungen am seinerzeit hochangesehenen Rhodes-Livingstone Institute in Lusaka stark, von wo er als Professor an die Universität Manchester berufen wurde. Seit 1968 war er Mitglied (Fellow) der British Academy. 1970 wurde er in die American Academy of Arts and Sciences gewählt.
Die Gluckman-Monografie Custom and Conflict in Africa ist ein bedeutender englischer Beitrag zur Konfliktsoziologie und zur Ethnosoziologie der Rituale.
Von Gluckmans zahlreichen Schülern sind A. L. Epstein, Bruce Kapferer, J. Clyde Mitchell und Victor Turner zu nennen.

## Schriften (Auswahl)
- Economy of the central Barotse plain. Rhodes-Livingstone Institute, Livingstone 1941.
- Rituals of rebellion in South-east Africa. Manchester University Press, Manchester 1954.
- Custom and conflict in Africa. 3. Auflage. Blackwell, Oxford, UK; Cambridge, USA 1991, ISBN 0-631-04840-5.
- Politics, law and ritual in tribal society. 3. Auflage. Transaction Publishers, New Brunswick 2012, ISBN 978-1-4128-4615-8.